# Центральный банк Сомали
Центральный банк Сомали (сомал. Bankiga ee Dhexe ee Soomaaliya, англ. Central Bank of Somalia) — центральный банк Сомалийской Республики.

## История
15 ноября 1920 в Могадишо открыто отделение Банка Италии — первый банк на территории Сомали.
8 апреля 1950 года учреждена Касса денежного обращения Сомали (Cassa per la circolazione monetaria della Somalia), находившаяся в Риме. Касса начала операции 18 апреля 1950 года. 6 апреля 1959 года Касса переведена из Рима в Могадишо. 3 июня 1960 года Касса прекратила работу.
30 июня 1960 года учреждён государственный Национальный банк Сомали. В 1977 году банк переименован в Центральный банк Сомали.
В 1990 году банк прекратил работу. В 2009 году работа банка возобновлена.